# 冯 (德语)

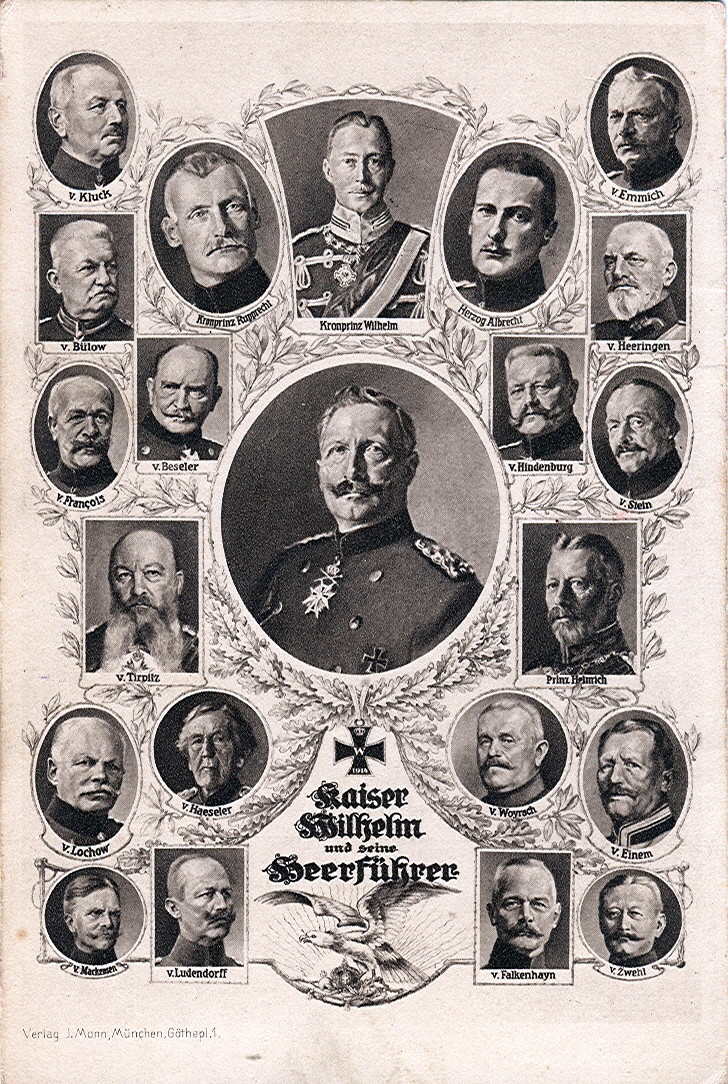
容克地主阶级主导的普鲁士军官团最能展现“冯”的使用，这幅作于一战前的海报描绘了德意志帝国的军事领袖。除了鲁登道夫外，其余人均带有“冯”字
中：威廉二世
上：威廉皇储
左上：馮·克鲁克、馮·比洛、馮·貝瑟勒、魯普雷希特王储、馮·弗朗索瓦
右上：馮·埃米希、阿爾布雷希特親王、馮·斯坦因、馮·赫林根、馮·興登堡
右：海因里希親王
左：冯·提尔皮茨
左下：馮·洛克豪、馮·馬肯森、馮·海斯勒、鲁登道夫
右下：馮·法金漢、·馮·茨維爾、馮·沃伊爾施、馮·艾內姆

冯在德語姓氏中用作表示貴族父系的貴族姓氏助詞，或用作平民使用的簡單介詞。它等同于法语中的德（De）和荷兰语中的范（van）。
像《哥达年曆書》（Almanach de Gotha）這樣的貴族目錄經常將貴族術語von縮寫為v。在中世紀或近代早期的名字中，von有時被添加到平民的名字中；比如汉斯·冯·杜伊斯堡（Hans von Duisburg）的意思就是“來自杜伊斯堡市的漢斯”。這個含義保留在瑞士地名姓氏和荷蘭語或阿非利加语的van中，它是von的同源詞，但並不表示貴族。1919 年德國和奧地利均廢除君主制和贵族制，此后，這兩個國家都不再有特權貴族，而仅有共和政體。
在德國這意味著合法的馮只是成為使用它的人姓氏的普通部分。不再有與此命名約定相關的任何合法特權或約束。 根據德語字母排序，姓氏中有 von 的人——貴族或非貴族血統都一樣——在電話簿和其他文件中以其餘姓名列出（例如出身伦贝格贵族家庭的經濟學家路德維希·馮·米塞斯（Ludwig von Mises）會在電話簿中的M在而不是V处找到）。相比之下在奧地利，不僅貴族的特權被廢除，他們的頭銜和介詞也在1919年被廢除。例如弗里德里希·馮·哈耶克就變成了簡單的弗里德里希·哈耶克。 
在奥地利，祖（zu）一词也颇为常见。对应来说，「馮」相當於英语中的「from」，表示「來自」，而「祖」翻译成英语則為「（resident）at」，表示「住在」，舉例如第六次反法同盟時期的名將卡爾·菲利普·祖·施瓦岑貝格 （Karl Philipp Fürst zu Schwarzenberg）。此外，兩者也可以一起使用（德語：von und zu，相當於英語「from and at」、中文的「來自及仍在...」)：例如當今列支敦士登的統治者漢斯·亞當二世（德語：Johannes Adam Ferdinand Alois Josef Maria Marko d'Aviano Pius von und zu Liechtenstein）。